# Lovac u žitu
Lovac u žitu (eng. The Catcher in the Rye) je roman američkog pisca J. D. Salingera iz 1951.
Iako objavljena 1951. godine, knjiga i danas izaziva mnoge kontroverze, osobite u Sjedinjenim Američkim Državama, gdje je bila 13 po redu (na ljestvici) najviše osporavanih knjiga u 90-ima prošloga stoljeća, prema Udruženju Američkih Knjižnica (ALA= American Library Association). Njen protagonist, Holden Caulfield, postao je tinejdžerskom ikonom gnjeva i ljutnje. 
U knjizi, 17-godišnji Holden Caulfield prepričava svoja iskustva iz prijašnje godine svoga života (kada je imao 16 godina). Holden je izbačen iz Pencey Preparatory School (privatna srednja škola koju pohađa), nakon što pada iz svih predmeta osim engleskog jezika. Holden odlazi u New York, planirajući provesti par dana u gradu prije nego što ode kući i obavijesti roditelje. Knjiga, pisana u prvom licu, prepričava ta tri dana provedena u New Yorku. 
Knjiga zapravo, od početka, opisuje 72 sata u Holdenovu životu, od čega on 48 sati provodi skitajući New Yorkom, nakon što je izbačen iz škole, u predbožićno vrijeme. 

## Teme
Sam naslov knjige odnosi se na krivo zapamćen i izrečen stih lirske pjesme Dolazeći iz žita (Comin’ through the Rye) Roberta Burnsa: ako netko ulovi nekog dok kroz žito ide (gin a body meet a body/comin’ through the rye). Ona je nevina misao izrođena iz ideje da se zaštite nevini. 
Holden sebe zamišlja kako stoji u polju žita u kojem se igraju djeca. U njegovoj maštariji, na kraju tog polja nalazi se provalija. On bi stajao u tom polju i pazio na djecu koja bi se previše približila rubu, i uhvatio bi ih da ne padnu u provaliju odraslih i zrelosti. Kako on kaže, on bi želio biti “lovac u žitu”. Ovo je metafora za djecu kako gube svoju čistoću i nevinost te odrastaju i pretvaraju se u prevarante koje Holden toliko prezire.
Ovo je također neobičan, našim očima gledano ironičan dio u knjizi, jer bi Holden htio spašavati druge, a ne može spasiti sebe.
U još jednom primjeru njegova poriva da ih zaštiti, Holden je bio obeshrabren svim onim “Jebi se” (“Fuck you”) grafitima i natpisima po Phoebeinoj školi da je osjećao, koliko god se on trudio obrisati ih, kako dvostruko brže nastaju novi. 
U knjizi se također obrađuje tema pretvaranja. Holden prezire neistinost i lažne namjere, i kroz čitavu knjigu on razabire sve prevarante na koje nailazi. Kao tinejdžer kojeg muče njegovi osjećaji i neuspjesi, Holden vjeruje da svi poznati i uspješni ljudi na koje nailazi i koji misle da su sretni, su zapravo ili glupi ili neznalice. On ne nailazi na mogućnost da ljudi imaju razloge zašto se ponekad ponašaju tako kako se ponašaju. On njih i dalje naziva prevarantima, a njegova procjena ljudi je zapravo u cijelosti bez ikakvih pravih razloga i dokaza, tj. on se pretvara da je on jedini iskren i da vidi ono što je stvarno i što ostali ne vide, samo da bi dobio barem malen osjećaj pravde. 
On je idealist, osjećajno nezreo i nesposoban prilagoditi se životu i realnosti i posljedicama odrastanja. On sebe smatra mučenikom svoje vrste, žrtvom svijeta, samo da bi opravdao svoju izoliranost i nesposobnost suosjećanja i razumijevanja drugih.

## Stil
Iako je osnovna tema romana pomalo magličasta, Holdenovi sarkastični komentari dodaju humor. Primjerice, kada Holden sjedi sam u Ernejevom baru komentar na to kako se osjeća glasio je: “Malo-pomalo počeo sam se osjećati kao  konjska stražnjica, sjedeći onako potpuno sam.” 
Autor se poslužio načinom pripovijedanja koji nosi naziv struja svijesti. To bi značilo da nam protagonist priča događaje u polukronološkom slijedu, ubacujući tu i tamo činjenice i misli, kako ih se sjeti.

## Kontroverzije
Lovac u žitu je knjiga uronjena u mnoge kontroverzije od dana izdanja. Glavni razlozi navedeni u zabrani ove knjige bili su korištenje vrijeđajućih riječi (psovke i pogrdni nazivi), predbračni seks, zlouporaba alkohola te prostitucija. Prema teorijama nekih krajnosti i ekstremnih ljudi, knjiga je zapravo oruđe FBI-a ili CIA-a za upravljanje umovima. 
Ubojica Johna Lennona, Mark David Chapman, nosio je ovu knjigu kada je uhićen odmah nakon počinjenog zlodjela. 
Iako su mnogi ljudi poput M. D. Chapmana i Johna Hinckleyja Jr. (koji je pokušao ubiti predsjednika Reagana) znali nositi ovu knjigu, ipak postoji logično i razumno objašnjenje za ove slučajnosti: oni se jednostavno dive glavnom junaku Holdenu Caulfieldu. Kroz priču Holden je prikazan kao mladenački pobunjenik koji ne prihvaća i nije prihvaćen od strane svojih vršnjaka. Iz ove perspektive, osobe poput Chapmana i Hinckleya poistovjećuju se s Holdenom Caulfieldom, osobom koju drugi ne razumiju i koja nije u stanju razumjeti druge. 
Stoga se mnogi pitaju, je li Holden Caulfield stvarno dostojan titule junaka? Tu dolazi veza sa serijskim ubojicama: oni koji su počinili zlodjela, ali ne iz puke zabave i gluposti, već iz razloga da uživaju u slavi u kojoj danas uživa Holden (iako je on samo lik iz fikcije). Oni smatraju da oni zapravo na taj način utjelovljuju Holdena te mu priskrbljuju slavu i prihvaćanje koje on zaslužuje. Citirajući Marka Davida Chapmana ovo se i potvrđuje: “Želio sam samo biti slavan kao John Lennon.”

## Razdoblje
Lovac u žitu, i njegovo razdoblje smješteno je u vrijeme kasnih 1940-ih do ranih 1950-ih, otprilike u vrijeme kada je roman i napisan. 
Smrt Holdenova brata Allieja dogodila se 18. srpnja 1946., kada je Holden imao samo 13 godina. To je ujedno i najraniji događaj imalo opisan u knjizi. Stoga se smatra da se priča događa u prosincu 1949., a ispričana je u ljeto 1950. godine. Ovo potvrđuje i činjenica da je Božić 1949. pao na subotu, stoga dva Holdenova dana provedena u New Yorku bi odgovarala datumima 18. i 19. prosinca (kada bi to bilo tjedan poslije, drugi dan Holdenova “lunjanja” bi bio Božić, a kada bi to bilo tjedan ranije, Holdenova škola bi puštala svoje đake dva tjedna ranije na božićne praznike).  